# イタロ・ズヴェーヴォ

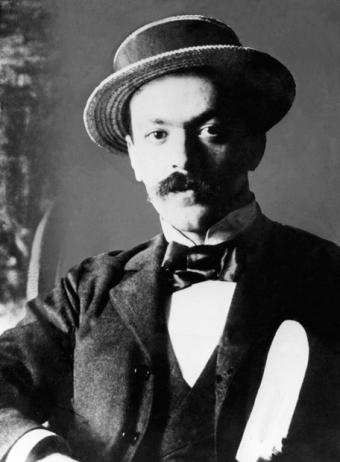
イタロ・ズヴェーヴォ

イタロ・ズヴェーヴォ（Italo Svevo, 1861年12月19日 - 1928年9月13日）は、イタリアの作家。
本名はアーロン・エットレ・シュミッツ（Aron Ettore Schmitz; ドイツ語名アーロン・ヘクトル・シュミッツ Aron Hector Schmitz）として、当時オーストリア＝ハンガリー帝国領だったトリエステのユダヤ人の家庭に生まれる。ビジネスマン生活の傍ら長篇小説や戯曲や短篇を執筆。イタロ・ズヴェーヴォという筆名は「イタリアのシュヴァーベン人」という意味。イタリア人女性リーヴィア・ヴェネツィアーニと結婚してからカトリックに改宗。
1923年、長篇小説『ゼーノの意識』を自費出版。この作品は、フロイトから影響を受けつつ、ゼーノ・コジーニという男が精神分析医の勧めで記した回想録という形式を取っている。今日では古典と位置づけられている作品だが、出版当時はイタリアの読書界からほとんど黙殺された。
のちに、この作品はジェイムズ・ジョイスの尽力で正当な評価を受けるに至った。ジョイスは1907年、トリエステのベルリッツで働いていた時に、英語の個人教師としてズヴェーヴォと会った。このとき、ジョイスはズヴェーヴォの初期作品『セニリタ』（Senilità、邦題『トリエステの謝肉祭』。1898年に上梓したが、やはり当時は黙殺された小説）を読んでいる。
ジョイスは『ゼーノの意識』を激賞し、フランス語への翻訳を助けた上、パリで出版を手配した。『ゼーノの意識』はフランスの批評家たちから高く評価された。このためにエウジェニオ・モンターレなどイタリアの批評家たちもズヴェーヴォへの評価を改めた。ゼーノ・コジーニはフロイトの思想に傾倒するビジネスマンで、ズヴェーヴォ自身の姿が投影されている。
ズヴェーヴォは第一次世界大戦が終わるまでオーストリア＝ハンガリー帝国の市民だった。イタリア語は彼にとって第二言語であり、このため、彼がイタリア語で書いた小説は、批評家からは悪文と言われることもあった。ただし、別の批評家たちによれば、彼の独特のイタリア語は悪文というよりはむしろ公式なトスカーナ方言のトリエステ訛りと呼ぶべきものである。
『ゼーノの意識』はトリエステという狭い地域に舞台を限定した作品であり、その意味で、アイルランド時代の最後の数年間をダブリンに閉じこもって暮らしたジョイスとよく似ている。トリエステに対する彼の観察は冷笑的であり、とりわけ主人公のゼーノ・コジーニという凡庸な男の描き方には、彼の辛辣な機智が余すところなく発揮されている。主人公ゼーノは、妻を裏切り、精神分析医に嘘をつく。精神分析医を欺くために、回想録を改竄することすらやってのける。
ズヴェーヴォとゼーノの間には、究極の共通点が存在する。ゼーノは精神分析に縋るが、ゼーノによると、それは自分のニコチン中毒の原因をつきとめるためである。回想録の中で明かしているように、彼は禁煙するたびに、鉄のように固い決心で「これが最後の1本だ!!」（ultima sigaretta!!）と叫び、旧い習慣や過ちと手を切って新しい人生を始めることに思いを馳せて喜びに浸るのだが、この喜びがあまりに大きすぎて、逆に彼はまた煙草を吸い始めてしまう。禁煙の喜びと戦慄を再び味わうためには、煙草を吸うしかないからである。
同様にズヴェーヴォもまた、喫煙の習慣をやめることができなかった。彼は道路を横断中に自動車に撥ねられ、自宅に運ばれたが、急激に容態が悪化した。いまわの際に、彼は訪問客のひとりに向かって1本の煙草を要求し、これが本当に最後の1本になるだろうから、と言った。しかし彼の要求は拒否された。

## 著作（日本語訳）
- Senilità, 1898（『老年』）
  - 堤康徳訳『トリエステの謝肉祭』（白水社、2002年）。ISBN 4560047499
- La coscienza di Zeno, 1923（『ゼーノの意識』）
  - 堤康徳訳『ゼーノの意識』（岩波文庫（上下）、2021年）
  - 清水三郎治訳『ゼーノの苦悶』-『世界文学全集 32　ズベーボ／ホフマンスタール』（集英社、1967年）
    - 改訳版『ゼーノの苦悶』-『世界の文学 1　ジョイス／ズヴェーヴォ』（集英社、1978年）
- Il mio ozio（『わが怠惰』）
  - 河島英昭訳『わが老衰』-『世界文学大系 93 近代小説集』（筑摩書房、1965年）
  - 河島英昭訳『わが老衰』-『世界文学全集 68 世界名作集 I』（筑摩書房、1968年）